# 摯
摯（し）は、古代中国の伝説上の人物で、帝になったとされる人物である。帝嚳の長男で堯の兄にあたる。

## 史記の記述
『史記』「五帝本紀」は、嚳の事績の末尾に簡単に触れる。それによれば、摯は嚳が娵訾氏の娘との間にもうけた子である。嚳の死後帝になったが「不善」、つまりよくなかったという。摯が死ぬと、弟の放勲（堯）が帝になった。

## 異説：少昊との同一人物説
少昊（しょうこう）を「摯」とする書もあり、一説には同一人物だと言われる（同じく嚳もまた三皇五帝の一人である舜と同一人物だと言われている）。少昊は「少皞、少皓、少顥」とも書かれ、姓は己姓だが、嬴姓（秦など）の祖先でもある。後代になると三皇五帝に入れられ、別名を「白帝・西皇」ともいい、『十八史略』には「黄帝の帝位を引き継ぎ、約80年間君主の座に就き、曲阜の雲陽に葬られた」と記述が見える。